# 常州号导弹护卫舰
“常州”号导弹护卫舰（舷号549）简称“常州”舰，是中国人民解放军海军第八艘054A型导弹护卫舰，可单独或协同海军其他兵力攻击敌水面舰艇、潜艇，具有较强的远程警戒和防空作战能力。常州舰由沪东造船厂于2010年1月命名，2010年5月18日下水，2011年5月30日入列，现服役于东海舰队驱逐舰第六支队。常州舰舰名取自江苏省常州市，其入列命名授旗仪式于2011年5月30日在浙江省舟山市某军港举行。

## 历史
2012年2月3日，“常州”号导弹护卫舰与“嘉兴”号导弹护卫舰、“连云港”号导弹护卫舰及“铜陵”号导弹护卫舰组成解放军海军东海舰队舰艇编队穿越宫古海峡进入西太平洋进行例行军事训练。
2012年仲夏，“常州”号导弹护卫舰担任红军指挥舰，和以假想敌为对手的蓝军展开编队综合攻防演练。演练中，常州舰对蓝军战机实施了电磁干扰、压制和拦截。
2012年7月3日，“常州”号导弹护卫舰、“益阳”号导弹护卫舰及“千岛湖”号综合补给舰舰组成中国海军第十二批护航编队在浙江省舟山市某军港解缆起航，赶赴亚丁湾、索马里海域接替第十一批护航编队执行护航任务。该次护航历时201天，航程12449海里，编队完成46批204艘中外船舶护航任务，查证、驱离可疑船只35批62艘次，并访问澳大利亚、越南两国。常州舰等于2013年1月19日返抵舟山市某军港。
2013年8月26日，“常州”号导弹护卫舰与“益阳”号导弹护卫舰组成解放军海军东海舰队舰艇编队从舟山市某军港起航，赴西太平洋海域开展例行性训练。期间，编队开展了战备巡逻、舰机协同、远海综合攻防及非战争军事行动等训练。9月10日，益阳舰等在完成历时16天的训练任务后，返回舟山市某军港。
2013年9月25日，“常州”号导弹护卫舰与“马鞍山”号导弹护卫舰等在南海展开了由东海舰队组织的潜舰机合同突击演练。演练中，常州舰和马鞍山舰舰载直升机实投数枚战雷，成功击毁目标。
2013年11月，“常州”号导弹护卫舰首任舰长梁阳被任命为中国人民解放军海军首位新闻发言人。
2014年2月28日，“常州”号导弹护卫舰与“长春”号导弹驱逐舰、“益阳”号导弹护卫舰等组成东海舰队远海训练舰艇编队从舟山市某军港起航。3月7日，益阳舰等穿越巴士海峡进入西太平洋进行了高强度检验性训练。
2014年3月8日，马来西亚航空370号班机空难发生。3月24日，“常州”号导弹护卫舰、“长春”号导弹驱逐舰及“巢湖”号综合补给舰等共同组成中国海军第十七批护航编队，比预定时间提前10天准备就绪，从浙江省舟山市提前起航，经中国南海海域、纳土纳群岛海域、卡里马塔海峡、巽他海峡，前往印度洋海域执行搜救任务。
2014年4月5日，“常州”号导弹护卫舰等完成位于澳大利亚圣诞岛以南11.11万平方公里责任区海域的搜寻任务后，赴亚丁湾、索马里海域，接替第十六批护航编队执行护航任务。该次护航历时213个日夜，编队共完成43批115艘中外船舶护航任务，之后对约旦、阿联酋、伊朗、巴基斯坦等4国进行了友好访问。常州舰等于10月22日返回浙江省舟山市某军港。
2019新型冠狀病毒疫情期间，2020年2月17日，《解放軍報》披露，解放軍東部戰區多名軍官及士兵正被隔離觀察，包括054A導彈護衞艦常州號艦長余松秋。報道指，戰區正採取嚴格管理、測溫消毒、歸隊隔離等措施，將調整計劃，盡量確保年度訓練任務不受影響。報道引述余松秋稱，他本人正身在某支隊的招待所接受觀察，各部隊也有部分官兵正在隔離觀察，但各項工作平穩有序，訓練備戰的熱情不減。他為了提前歸隊、盡快完成隔離，在大年初五中止休假回營，目前正利用隔離的空閒時間研究訓練難題。